# Armédirektör
Armédirektör var en civilmilitär tjänsteklass, först inom Arméingenjörskåren och efter 1958 i Tygtekniska kåren. Tjänsteklassen avskaffades 1982. 
En armédirektör var chef för Arméns verkstadsresurser inom ett givet milo (chef för verkstadsförvaltningen inom det milot) och direkt underställd milobefälhavaren.
En armédirektör hade överstes tjänstegrad.